# Mihael Žgank
Mihael Žgank (znany także jako Mikail Özerler; ur. 1 lutego 1994) – słoweński i turecki judoka. Trzykrotny olimpijczyk. Zajął siedemnaste miejsce w Rio de Janeiro (2016) i Paryżu (2024) oraz piąte w Tokio (2020). Walczył w wadze półśredniej.
Srebrny medalista mistrzostw świata w 2017; uczestnik zawodów w 2019, 2022, 2023 i 2024. Startował w Pucharze Świata w latach 2012-2017 i 2019. Triumfator igrzysk europejskich w 2019 i siódmy w 2015. Brązowy medalista mistrzostw Europy w 2023; piąty w 2020 i 2021, a także brązowy medalista w drużynie 2021. Triumfator igrzysk śródziemnomorskich w 2022, a także igrzysk solidarności islamskiej w 2021 roku.

## Letnie Igrzyska Olimpijskie 2016
| Konkurencja | Eliminacje                | Klas. końcowa |
| Konkurencja | Przeciwnik I              | Miejsce       |
| ----------- | ------------------------- | ------------- |
| 90 kg       | Aleksandar Kukolj (SRB) P | 17.           |

## Letnie Igrzyska Olimpijskie 2020
| Konkurencja | Eliminacje         | Eliminacje           | Eliminacje              | Finały                 | Finały                 | Klas. końcowa |
| Konkurencja | Przeciwnik I       | Przeciwnik II        | 1/4                     | 1/2                    | o 3. miejsce           | Miejsce       |
| ----------- | ------------------ | -------------------- | ----------------------- | ---------------------- | ---------------------- | ------------- |
| 90 kg       | Iván Silva (CUB) Z | Colton Brown (USA) Z | Noël van ’t End (NED) Z | Eduard Trippel (GER) P | Davlat Bobonov (UZB) P | 5.            |